# Montesano
Montesano és una població dels Estats Units i seu del comtat de Grays Harbor a l'estat de Washington. Segons el cens del 2000 tenia 3.312 habitants.

## Demografia
Segons el cens del 2000, Montesano tenia 3.312 habitants, 1.326 habitatges, i 879 famílies. La densitat de població era de 123,7 habitants per km².
Dels 1.326 habitatges en un 30,9% hi vivien nens de menys de 18 anys, en un 51,4% hi vivien parelles casades, en un 10,5% dones solteres, i en un 33,7% no eren unitats familiars. En el 28,4% dels habitatges hi vivien persones soles el 13,5% de les quals corresponia a persones de 65 anys o més que vivien soles. El nombre mitjà de persones vivint en cada habitatge era de 2,38 i el nombre mitjà de persones que vivien en cada família era de 2,92.
Per edats la població es repartia de la següent manera: un 23,8% tenia menys de 18 anys, un 8,5% entre 18 i 24, un 28,7% entre 25 i 44, un 23,6% de 45 a 60 i un 15,4% 65 anys o més.
L'edat mediana era de 39 anys. Per cada 100 dones de 18 o més anys hi havia 96,2 homes.
La renda mediana per habitatge era de 40.204 $ i la renda mediana per família de 42.344 $. Els homes tenien una renda mediana de 41.500 $ mentre que les dones 30.096 $. La renda per capita de la població era de 19.467 $. Aproximadament el 9,3% de les famílies i l'11,6% de la població estaven per davall del llindar de pobresa.

## Poblacions més properes
El següent diagrama mostra les poblacions més properes.